# Безлигазное клонирование
Безлигазное клонирование (англ. LIC, Ligation Independent Cloning), в генетической инженерии — метод получения плазмид, при котором не используются реакции рестрикции и лигирования.
Технология безлигазного клонирования позволяет сократить время создания новых генетических конструкций, например, для экспрессии рекомбинантного белка и наилучшим образом подходит для высокопроизводительной линии производства белков. Для безлигазного клонирования необходимо подготовить LIC-вектор — линеаризованную последовательность ДНК со специфичными липкими концами длиной 11-14 нуклеотидов. Для этого векторную молекулу гидролизуют рестриктазой по одному сайту, затем обрабатывают ДНК-полимеразой фага Т4 в присутствии одного из нуклеотидов. 3'-экзонуклеазная активность этого фермента приводит к удалению нуклеотидов с 3'-конца до тех пор, пока в последовательности не встретится имеющийся в реакционной смеси нуклеотид (см. рисунок). Векторная молекула специально подготовлена таким образом, что по обе стороны от сайта рестрикции на протяжении 11-14 звеньев данный нуклеотид не встречается. После выделения LIC-вектора его можно хранить и многократно использовать для клонирования в него генов целевых белков. Праймеры для ПЦР этих генов выбираются таким образом, чтобы с одной стороны они были комплементарны началу или концу целевого гена, а с другой — липким участкам LIC-вектора. Тогда после ПЦР получается ген белка, у которого с обеих сторон присутствуют одноцепочечные последовательности длиной 11-14 нуклеотидов, комплементарные векторным. Достаточно смешать такой продукт с вектором и трансформировать смесью компетентные клетки бактерии, чтобы получить плазмиды с геном белка. Таким образом, безлигазное клонирование позволяет избежать нескольких стадий рестрикции, выделения из геля и лигирования, каждая из которых может стать причиной неудачного клонирования. 

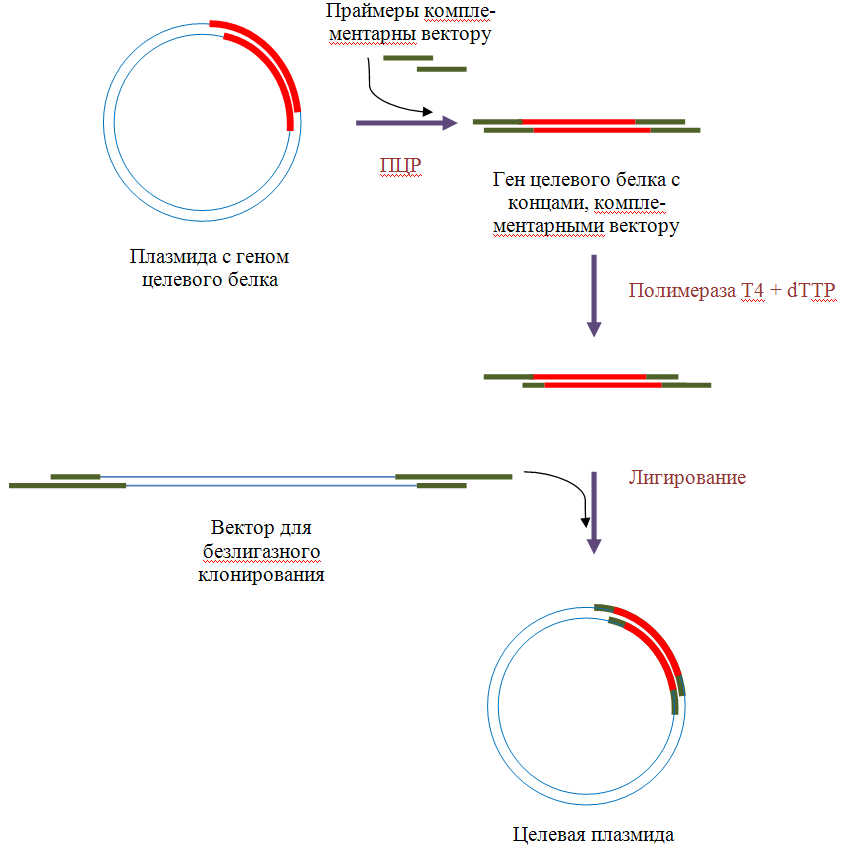
Схема безлигазного клонирования